# 科什馬尼夫卡
49°31′50″N 34°58′19″E / 49.53056°N 34.97194°E
科什馬尼夫卡（烏克蘭語：Кошманівка），是烏克蘭中部的村莊，隸屬波爾塔瓦州的波爾塔瓦區。該村距離博格達尼夫卡和米羅尼夫卡1.5公里，始建於1722年，面積2.912平方公里，海拔高度122米，2001年人口2,061。